# Przemoc seksualna
Przemoc seksualna – przemoc związana ze sferą seksualną: zgwałcenie, w tym gwałty podczas trwania konfliktów zbrojnych, molestowanie seksualne, wykorzystywanie osób niepełnosprawnych intelektualnie lub fizycznie, wykorzystywanie seksualne dzieci, stręczycielstwo, zmuszanie do prostytucji, handel ludźmi w celach seksualnych, małżeństwo z nieletnim, brutalne działania przeciwko integralności seksualnej, w tym okaleczenie narządów płciowych, zmuszanie do kontroli dziewictwa, niechciane komentarze o kontekście seksualnym, wymuszenie dokonania aborcji, odmowa użycia antykoncepcji lub ochrony przed chorobami przenoszonymi drogą płciową. Wymuszenie może przyjmować różne formy: przemocy, zastraszenia, szantażu czy groźby m.in. użycia siły fizycznej, zwolnienia z pracy, niezatrudnienia. Ma miejsce także wtedy, gdy ofiara nie jest w stanie wyrazić zgody z powodu wpływu alkoholu, leków, narkotyków, snu, niepełnosprawności czy nieumiejętności oceny sytuacji. Przemoc seksualna obejmuje wszelkie przypadki niechcianego stosunku płciowego lub innych form współżycia płciowego.
Większość aktów przemocy seksualnej jest dokonywana przez chłopców i mężczyzn na dziewczynkach i kobietach. Dokładne oszacowanie zakresu problemu przemocy seksualnej jest trudne; w większości krajów przeprowadzono niewiele badań na ten temat. Badania przeprowadzone w północnym Londynie, Nikaragui, Republice Południowej Afryki i Tanzanii sugerują, że blisko jedna czwarta kobiet mogła doświadczyć przemocy seksualnej ze strony swojego partnera, a do jednej trzeciej dorastających dziewcząt swoje pierwsze doświadczenie seksualne opisuje jako wymuszone.
Przemoc seksualna ma głęboki wpływ na zdrowie fizyczne i psychiczne. Oprócz powodowania uszkodzeń ciała jest związana ze zwiększonym ryzykiem wystąpienia problemów ze zdrowiem seksualnym i reprodukcyjnym zarówno w bezpośrednich, jak i długoterminowych skutkach. Wpływ przemocy seksualnej na zdrowie psychiczne może być tak poważny jak wpływ na zdrowie fizyczne i może być równie długotrwały.

## Przeciwdziałanie przemocy seksualnej
Inicjatywy podejmowane dotychczas (głównie w uprzemysłowionych krajach):
- specjalistyczne poradnie świadczących usługi medyczne, w tym pomoc psychologiczną lub psychiatryczną, prawną i socjalną dla ofiar przestępstw seksualnych
- programy edukacyjne dla sprawców
- profilaktyka w zakresie chorób przenoszonych drogą płciową, w tym AIDS
- przeprowadzenie w służbie zdrowia oraz policji szkoleń na temat procedury traktowania ofiar przemocy seksualnej
- zaostrzanie kar za przestępstwa na tle seksualnym
- zapewnienie lepszej ochrony ofiar
- wdrożenie etycznych zasad dot. informowania o przemocy seksualnej w przekazie medialnym
- szkolenia dla pracowników i pracownic sądów, organów ścigania oraz służby zdrowia o przemocy seksualnej, jej źródłach i skutkach
- warsztaty antyprzemocowe i antydyskryminacyjne w szkołach i na uczelniach, procedura zgłaszania przestępstw na tle seksualnym
- informowanie ofiar o przysługujących prawach
- zakładanie ośrodków świadczących usługi medyczne i pomoc psychologiczną lub psychiatryczną, prawną i socjalną dla ofiar przemocy
- antyprzemocowe kampanie edukacyjne dla kobiet i mężczyzn
- prowadzenie jakościowych i ilościowych statystyk z podziałem na płeć na temat przemocy seksualnej

## Czynniki ryzyka po stronie sprawców przemocy seksualnej
Mimo ograniczonych danych na temat agresywnych zachowań seksualnych wśród mężczyzn można stwierdzić, że przemoc seksualna występuje niemal we wszystkich krajach (w różnym stopniu), we wszystkich grupach ekonomiczno-społecznych i wiekowych. Z większości badań wynika, że mężczyźni atakują głównie znajome kobiety. Do czynników zwiększających ryzyko, że mężczyzna dopuści się przemocy seksualnej, należą indywidualne poglądy i przekonania oraz sytuacje i warunki społeczne, które sprzyjają nadużyciom.

## Czynniki ryzyka wśród ofiar przemocy seksualnej
W 80% przypadków przemocy seksualnej dokonuje osoba znana ofierze, w 99,15% jest to mężczyzna. Według raportu OBOP z 2007 roku 86% ofiar przemocy seksualnej w Polsce były kobiety, a sprawcą w 60% sytuacji – mąż.